# Chhapra
Chhapra (en hindi: छपरा ) es una ciudad de la India, centro administrativo del distrito de Saran, en el estado de Bihar.

## Geografía
Se encuentra a una altitud de 59 m s. n. m. a 80 km de la capital estatal, Patna, en la zona horaria UTC +5:30.

## Demografía
Según estimación 2011 contaba con una población de 222 036 habitantes.